# Paramastax mutilata
Paramastax mutilata är en insektsart som först beskrevs av Jean Guillaume Audinet Serville 1838.  Paramastax mutilata ingår i släktet Paramastax och familjen Eumastacidae. Inga underarter finns listade i Catalogue of Life.